# میتاپوکور
میتاپوکور (به لاتین: Mithapukur) یک منطقهٔ مسکونی در بنگلادش است که در ناحیه رنگ‌پور واقع شده‌است. میتاپوکور ۵۱۵٫۶۲ کیلومتر مربع مساحت و ۵٬۰۸٬۱۳۳ نفر جمعیت دارد.